# Termodinamikai munka
A termodinamika I. főtételében szereplő munka fogalma alatt különböző fizika jellegű munkákat értünk, mint például az elektromos munka, a felületnöveléssel, az elegyítéssel járó munka stb. Ezek közé tartozik a termodinamikai munka (vagy térfogati munka) is, amely nem csak fizikai változások esetén, hanem a gyakran kémiai reakció lejátszódásakor is szükségszerűen fellép.

## A fogalom kifejtése
Ha egy rendszerben – amelyben p nyomás uralkodik – bármilyen halmazállapotú anyagnak megnő a térfogata, a nyomás ellenében munkát kell végeznie, vagy ha csökken a térfogata, akkor a külső nyomás végez munkát. Ezt a munkát nevezzük térfogati munkának.

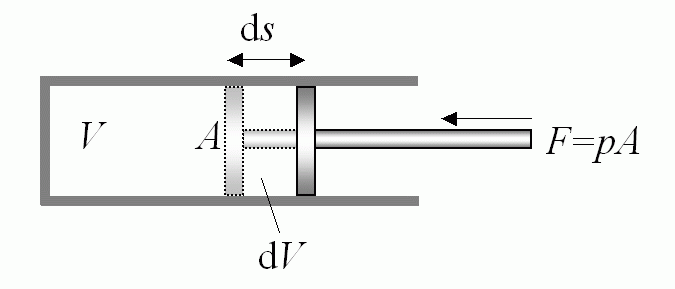
A térfogati munka értelmezése

A munka az elmozdulásnak (ds) és az erőnek (F) az elmozdulás irányába eső vetületének a szorzata. Egy dugattyúval elzárt, V térfogatú tökéletes gáz térfogatváltozása során fellépő térfogati munka értelmezését mutatja a jobb oldali ábra. Az A felületű dugattyúra p külső nyomás hat, aminek hatására a dugattyú ds távolságra elmozdul, és ez dV = Ads térfogatváltozást okoz.
Az állapotváltozás során végzett elemi munka:
{\displaystyle \delta W=F\mathrm {d} s=pA\mathrm {d} s=-p\mathrm {d} V\,\!}
A negatív előjel onnét származik, hogy megállapodás szerint a munka akkor pozitív, ha a külső erő végzi a rendszeren a munkát, vagyis ha a térfogat csökken. A δ jel arra utal, hogy a munka nem csak a térfogatváltozás nagyságától függ, hanem a munkavégzés körülményeitől is. Pl.: ugyanakkora ΔV térfogatváltozás esetén más-más nagyságú lesz a munka számszerű értéke, ha a folyamat során a nyomás állandó, vagy a hőmérséklet állandó. Ez azt jelenti, hogy a munka nem állapotfüggvény.
A fenti kifejezésből véges változásra vonatkozó térfogati munkát a V1 kezdeti és a változás végén betöltött V2 térfogat közötti integrálással számíthatjuk ki:
{\displaystyle W=-\int \limits _{V_{1}}^{V_{2}}p\mathrm {d} V}
A számításhoz meg kell adni, hogy milyen feltételek között történik a munkavégzés, azaz milyen az állapotváltozás. Példaként az alábbiakban tökéletes gázt választunk, mert erre egzakt összefüggések ismeretesek.

## Izoterm állapotváltozás
Izoterm állapotváltozás során
{\displaystyle T=c\rightarrow \mathrm {d} T=0\,\!}
T (hőmérséklet) konstans, ezért annak megváltozása 0.

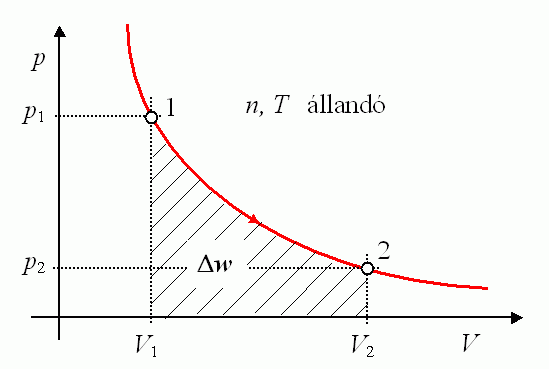
Az izoterm térfogati munka

Ha a hőmérséklet állandó, a belső energia is állandó, vagyis dU = 0, az I. főtétel alapján a rendszerrel közölt, vagy a rendszer által leadott hőmennyiség teljes mennyisége térfogat-növekedésre fordítódik, vagy a térfogatcsökkenésből származik, vagyis
{\displaystyle \delta Q+\delta W=0\,\!}
és
{\displaystyle \delta Q=p\mathrm {d} V\,\!}
Az ideális gáz állapotegyenletéből:
{\displaystyle p={\frac {nRT}{V}}\,\!}
A Boyle–Mariotte-törvény alapján:
{\displaystyle {V_{2} \over V_{1}}={p_{1} \over p_{2}}\,\!}
Behelyettesítés és integrálás után a gázon végzett térfogati munka:
{\displaystyle W=-\int \limits _{1}^{2}\delta Q=-\int \limits _{V_{1}}^{V_{2}}p\mathrm {d} V=-nRT\ln \left({V_{2} \over V_{1}}\right)=-nRT\ln \left({p_{1} \over p_{2}}\right)\,\!}

## Adiabatikus állapotváltozás
A környezetétől termikusan elszigetelt rendszer állapotváltozását adiabatikus állapotváltozásnak nevezzük, melyben 
{\displaystyle \delta Q=0\,\!}
azaz a rendszer és a környezet között semmilyen hőcsere sem lehetséges. A termodinamika I. főtétele alapján és az állandó térfogaton vett moláris hőkapacitás definíció összefüggését felhasználva:

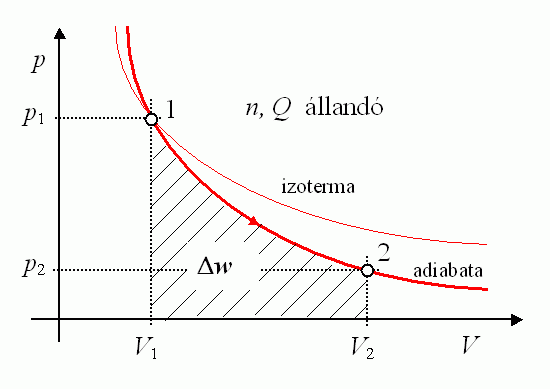
Adiabatikus állapotváltozás

{\displaystyle \mathrm {d} U=-p\mathrm {d} V=C_{V}\mathrm {d} T=nc_{V}\mathrm {d} T\,\!}
Véges változás esetén 1 mol tökéletes gáz adiabatikus térfogati munkája:
{\displaystyle W=\Delta U=\int \limits _{T_{1}}^{T_{2}}c_{V}\mathrm {d} T=c_{V}\Delta T\,\!}
A kifejezésből – gyakorlatban tapasztaltakkal megegyezően – azt a következtetést lehet levonni, hogy az adiabatikusan összenyomott gáz fölmelegszik (pl.: a biciklipumpa, a dízelmotorok működése stb.), adiabatikusan kitáguló pedig lehűl. (lásd a kiszúrt szódavizes patron jegesedése, gázok cseppfolyósítása stb.).
Felhasználva a tökéletes gázok állandó nyomáson és állandó térfogaton mért moláris hőkapacitás közötti
{\displaystyle R=c_{p}-c_{V}\,\!}
összefüggést, valamint az adiabatikus kitevő definíció egyenletét:
{\displaystyle \kappa ={\frac {c_{p}}{c_{V}}}\,\!}
az adiabatikus térfogati munka az alábbi módon is kiszámítható:
{\displaystyle W=\int \limits _{T_{1}}^{T_{2}}{\frac {R}{\kappa -1}}\mathrm {d} T={\frac {R}{\kappa -1}}\Delta T\,\!}
Kiindulva a
{\displaystyle -p\mathrm {d} V=c_{V}\mathrm {d} T\,\!}
összefüggésből, és behelyettesítve az általános gáztörvényből a nyomás
{\displaystyle p={\frac {RT}{V}}}
kifejezését, az állapotjelzők közötti Poisson-egyenletekhez juthatunk.

### A termodinamika Poisson-egyenletei
Ehhez a behelyettesítés és rendezés után kapott
{\displaystyle {\frac {\mathrm {d} T}{T}}=-({\frac {R}{c_{V}}}){\frac {dV}{V}}}
differenciálegyenletet kell integrálni. Integrálás után az egyik Poisson-egyenletet kapjuk:
{\displaystyle TV^{(\kappa -1)}=c(konstans)\,\!}
Az általános gáztörvényből T-t kifejezve és behelyettesítve, a
{\displaystyle pV^{\kappa }=c\,\!}
egy másik Poisson-egyenletet kapunk , ami az adiabata egyenlete. Kisebb átalakítás után a harmadik Poisson-egyenlethez juthatunk:
{\displaystyle Tp^{\frac {1-\kappa }{\kappa }}=c\,\!}

## Politróp állapotváltozás

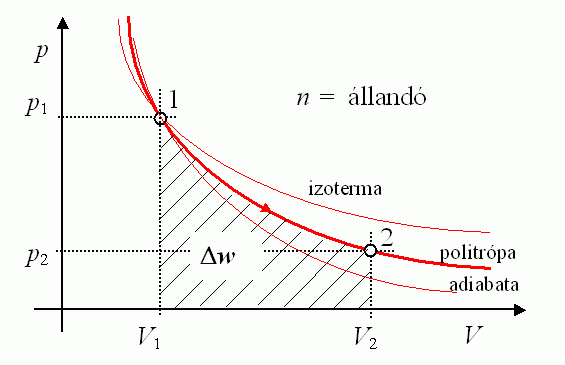
Politróp állapotváltozás

Adiabatikus folyamatot szigorúan véve a gyakorlatban nem lehet megvalósítani, mert a rendszer tökéletesen nem szigetelhető el a környezetétől. Úgyszintén nem létezik tökéletesen izoterm folyamat sem. A gyakorlatban végbemenő folyamatot politrópnak nevezzük és a két állapotváltozás „között” zajlik, ennek megfelelően a politrópa egyenlete:
{\displaystyle pV^{m}=c\,\!}
amelyben
{\displaystyle 1\leq m\leq \kappa \,\!}
vagyis a politrópa az izoterma és az adiabata „között” halad. A politróp változás során végzett térfogati munka – az adiabatikushoz hasonló tipusú – összefüggéssel számítható:
{\displaystyle W=\int \limits _{T_{1}}^{T_{2}}{\frac {R}{m-1}}\mathrm {d} T={\frac {R}{m-1}}\Delta T\,\!}

## Izochor állapotváltozás

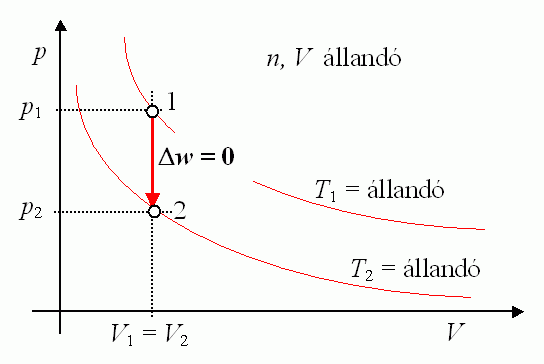
Izochor állapotváltozás

Izochor állapotváltozás során a rendszer térfogata állandó: 
dV = 0,
vagyis:
{\displaystyle W=-\int \limits _{V_{1}}^{V_{2}}p\mathrm {d} V=0\,\!}
Tehát izochor állapotváltozás során nincs térfogati munka. A rendszerrel közölt hő a rendszer belső energiájának növelésére fordítódik, vagy a rendszer által leadott hő a belső energia csökkenéséből származik:
{\displaystyle \Delta U=Q_{V}=\int \limits _{T_{1}}^{T_{2}}C_{V}\mathrm {d} T=C_{V}\Delta T\,\!}

## Izobár állapotváltozás

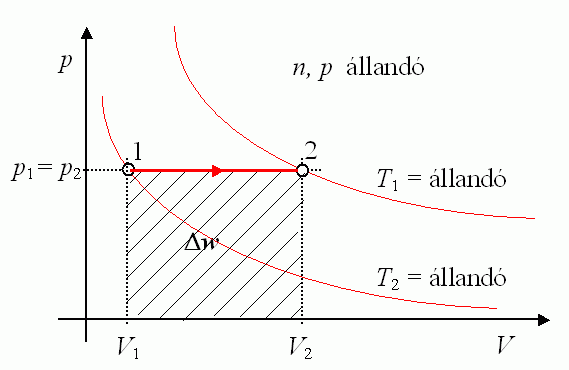
Izobár állapotváltozás

Az izobár állapotváltozás során a nyomás állandó:
dp = 0,
vagyis az integrálás egyszerűen elvégezhető:
{\displaystyle W=-\int \limits _{V_{1}}^{V_{2}}p\mathrm {d} V=-p(V_{2}-V_{1})=-p\Delta V\,\!}
Ha tehát állandó nyomáson növeljük a rendszer hőmérsékletét, akkor a térfogata nő, a rendszer munkát végez a környezetén, vagy fordítva, a hőmérséklet csökkentése esetén a környezet végez a rendszeren munkát.